# Koevolution
Koevolution, auch Coevolution, bezeichnet im Rahmen der Evolutionstheorie einen evolutionären Prozess mit wechselseitiger Anpassung zweier stark interagierender Arten. Dies  kann sich über sehr lange Zeiträume in der Stammesgeschichte beider Arten erstrecken. Folglich ist der Begriff auf Artenpaare beschränkt, bei denen beide Arten einen starken Selektionsdruck aufeinander ausüben. Das Ergebnis der Koevolution sind Koadaptationen, die bei beiden beteiligten Arten auftreten. Koevolutionäre Prozesse können in mutualistische und antagonistische unterschieden werden, je nachdem, ob die Entwicklungen zum gegenseitigen Nutzen sind oder den gegenseitigen Selektionsdruck verschärfen.

## Beispiele
Beispiele für Koevolution gibt es bei den Beziehungen zwischen
- den beiden beteiligten Arten einer Symbiose, z. B. den Bestäubern und den von ihnen bestäubten Pflanzen (Bedecktsamer)
- Beutegreifern und ihren Beutetieren oder -pflanzen (Räuber-Beute-Beziehung)
- Parasiten und ihren Wirten: Agrobacterium tumefaciens (Parasit) und dikotyle Pflanze (Wirt); Entwicklung der Behaarung des Menschen und Menschenläuse
- Weidetieren und dem von ihnen beweideten Grasland

## Begriffsverwendung
Der ursprünglich ausschließlich in der Evolutionsbiologie verwendete Begriff ist in andere Disziplinen übernommen worden und hat dadurch fakultätsabhängige Bedeutungswandlungen erfahren:
- in der molekularen Biologie prägte Gabriel Dover 1984 den Begriff der „molekularen Koevolution“
- in der Memetik:
  - Die Koevolution von Memen und Genen.[2]
  - Die Koevolution zweier Memplexe wie Demokratie und Kapitalismus
- in der Astronomie:
  - Theorie von Koevolution von Galaxien und Schwarzen Löchern
  - Theorie des sich selbst organisierenden Universums von Erich Jantsch: Koevolution als allgemeiner Mechanismus der Entwicklung des Universums im Sinne einer universalen Evolutionstheorie.
- in der Informatik, Koevolution von Algorithmen
- in der Evolutionsökonomik als sich gegenseitig beeinflussende Entwicklung unterschiedlicher Systeme oder deren Komponenten
- in der Soziologie[3]
- in der Ökonomie[4]
- in der Kulturanthropologie[5] wird Kultur als koevolutionärer Prozess der biologischen Evolution verstanden.